# 姜清 (正德進士)
姜清（1483年—？），字源甫，號石泉，江西廣信府弋陽縣人，民籍，明朝政治人物。

## 生平
江西鄉試第十七名舉人。正德六年（1511年）中式辛未科會試第二百二十二名，登第二甲第八十四名進士。授南京吏部主事，升文选司郎中，参与議大禮，养病归。嘉靖三年（1524年）十月以户科左给事中陈洸疏荐，其復原职，历吏部考功司郎中，七年五月升尚宝司少卿，丁忧归。十一年十月病痊，起补南京尚宝司少卿，十二年七月改任南京太仆寺少卿，历南光禄寺少卿，十三年四月升南太仆寺少卿。

## 家族
曾祖姜度，曾任訓導；祖父姜璧；父姜綰，曾任按察使。母周氏。慈侍下。兄承、恩、弟溥、汛、浙、泓。